# Oskar von Frankenberg und Proschlitz
Karl Louis Hermann Oskar von Frankenberg und Proschlitz (* 31. März 1856 in Münster; † 10. Juni 1932 in Löbichau) war ein preußischer Generalmajor.

## Leben
Er stammt aus dem schlesischen Uradelsgeschlecht Frankenberg und war der älteste Sohn von Alexander von Frankenberg (1820–1893). Nach dem Schulbesuch schlug er die preußische Militärlaufbahn ein und wurde bis zum Generalmajor befördert. Verheiratet war er seit 1886 mit Margarete von Meßling.